# تفشي الحمى القلاعية في المملكة المتحدة 1967
تفشي الحمى القلاعية في المملكة المتحدة عام 1967
في عام 1967 تفشت الحمى القلاعية بشكل كبير في المملكة المتحدة (بريطانيا) حيث كانت تعتبر مركز المرض على النقيض من المناطق الأخرى التي تركز فيها المرض في أزمة عام 2001 على حدود ويلز مع منطقة شروب شاير، حيث أن فرنسا ودول أوروبية أخرى تأثرت بالأزمة.
المقدمة:
كان هناك ثلاث استفسارات رسمية حول أوبئة الحمى القلاعية حيث قامت الحكومة بالإجابة عنها في الخمسين سنة السابقة لتفشي المرض عام 1967 ، حيث تمت الإجابة عنها في الاعوام  1922 ، 1923 ، 1924 ، 1953 ، أما في فترة الخمسينيات كان هذا المرض قد تفشى بشكل كبير في المملكة المتحدة.
أما قبل ثلاثين عام من ازمة مرض الحمى القلاعية عام 1967 خلال سنتين لم يتم الإعلان عن اية حالة للمرض بينما كان قد تفشى في أوروبا في تلك الفترة.
انتشار المرض:
في أكتوبر، 1967 في مزرعة برين بمقاطعة شروب شاير قام مزارع بملاحظة تغير طرأ على خنزير بري موجود في المزرعة حيث سارع في طلب المشورة الطبية البيطيرية وقد تم اكتشاف ان مرض هذا الخنزير له صله بمرض الحمى القلاعية، بعد هذا الاكتشاف تم حجر المزرعة وايقاف تداول الحيوانات ومع ذلك كان المرض قد انتشر في مزرعة إليس القريبة من مزرعة برين كما أنه كان قد تم إرسال بقرتين إلى السوق مما وضع المزارعين في موقف حرج.  بعد أشهر قليلة تم تسجيل  2,364 حالة في المملكة المتحدة، 94% من الحالات سجلت في شمال –غرب الأراضي الوسطى وشمال ويلز.
التقارير:
قام وزير الزراعة فريدريك بيرت بتعيين لجنة للتحقيق في أسباب تفشي المرض حيث قامت اللجنة بكتابة تقرير يتكون من جزئين نشرا بتاريخ 7 آذار 1969 و 3 تشرين الثاني من نفس العام حيث عرف هذا التقرير باسم تقرير نورهومبرلاند حيث أن هذا التقرير احتوى على مجموعة من التوصيات لإبقاء هذا المرض خارج البلاد والخطط الواجب اتباعها لمواجهة الوباء.
وفي وقت لاحق قام كبير الاطباء البيطريين جون ريد بنشر أصول وباء الحمى القلاعية التي وقعت خلال عامي 1967-1968 بنشره لتقرير في 7 فبراير 1968 حيث دون الدروس المستفادة من تفشي هذا المرض.
ما بعد الكارثة:
بعد الانتهاء من هذا الوباء قامت المملكة المتحدة باستحداث قانون يتعلق بكيفية الاستيراد من الدول التي توطن فيها وباء الحمى القلاعية، بعد سن هذا القانون وحتى عام 2001 المرة الوحيدة التي تعرضت لها المملكة المتحدة لهذا المرض كانت في عام 1981 في جزيرة وايت.
- مسائل متعلقة بمرض الحمى القلاعية:
1- انتشار المرض:
بالاستناد إلى أقوال جون بينيت وهو مزارع شهد فترة انتشار المرض كان يعمل في مزرعة مانور بمنطقة رسيسترشاير، إن الوباء بدأ بالانتشار عندما قام بمزارع بإطعام بعض الخنازير حليب منزوع الدسم كان قد تم إحضاره من منطقة شروب شاير التي كانت قد فقدت السيطرة على انتشار المرض في تلك الفترة.
2- التخلص من الحيوانات:
على مدار ستة أشهر تم التخلص من 430,000 حيوان من 2300 مزرعة بمعدل 200 حيوان من كل مزرعة كانت قد سجلت حالات مؤكدة من الوباء.
3- انتقال البشر:
شهدت ازمة 1967 تسجيل آخر حالة كانت عاملة مزرعة يعتقد انها اصيبت بالمرض نتيجة استهلاك الحليب الملوث كما انها وقعت ضحية لهذا المرض.
لم يكن المرض مهددا للحياة وتمكنو من التعافي منه في غضون عدة اسابيع.